# نمر امعطف (مكيراس)

تعديل مصدري - تعديل

نمر امعطف هي إحدى قرى عزلة مكيراس بمديرية مكيراس التابعة لمحافظة البيضاء، بلغ تعداد سكانها 88 نسمة حسب تعداد اليمن لعام 2004.